# Miceștii de Câmpie
Miceștii de Câmpie é uma comuna romena localizada no distrito de Bistrița-Năsăud, na região histórica da Transilvânia. A comuna possui uma área de  km² e sua população era de 1207 habitantes segundo o censo de 2007.